# Pusher 2 : Du sang sur les mains
Pour les articles homonymes, voir Pusher.
Série Pusher
Pusher
(1996) Pusher 3 : L'Ange de la mort
(2005)
Pour plus de détails, voir Fiche technique et Distribution.
Pusher 2 : Du sang sur les mains (Pusher II: With Blood on My Hands) est un film dano-britannique écrit et réalisé par Nicolas Winding Refn, sorti en 2004.  Il est le second film d'une trilogie consacrée au milieu du crime à Copenhague. Le film se concentre sur Tonny, l'associé de Frank dans Pusher et s'interroge sur la paternité.

## Synopsis
Le film débute un certain temps après la fin du premier film au moment où Tonny effectue son dernier jour de prison. Son co-détenu effectue un monologue sur lequel il demande à Tonny de dominer sa peur. Puis, il lui rappelle qu'il lui doit de l'argent, mais il choisit de ne pas se faire payer par respect pour son père, le Duc, un gangster vicieux. Le jour de sa libération, Tonny rend visite au garage de son père dans le but de trouver un emploi. Le Duc a un enfant plus jeune d'une femme différente et reçoit plutôt froidement Tonny. Mais après lui avoir demandé s'il ne se droguait plus, il l'autorise à travailler pour lui en bas de l'échelle. Tonny vole une Ferrari F348 Spider pour impressionner son père, mais ce dernier ne veut pas du véhicule et réprimande son fils sans merci pour son manque de responsabilité.
Alors qu'il passe du temps avec son ami Ø, Tonny lui dit qu'il a un enfant avec une femme du quartier Charlotte, par ailleurs prostituée. Charlotte élève l'enfant seule et demande à Tonny de payer une pension alimentaire. Tonny lui fait la promesse sans s'engager de payer, mais bientôt elle commence à s'occuper de l'enfant. Tonny participe avec succès à un vol de voitures pour le compte du Duc, mais il est forcé de se mettre dans le coffre durant la fuite faute de places disponibles.
Tonny aide un voyou et proxénète, Kurt le Con, à faire une transaction d'héroïne avec Milo, le parrain du trafic du premier film (on y apprend d'ailleurs que Frank, protagoniste du 1er film, a réussi à s'échapper). Lorsqu'un des hommes de main de Milo arrive en retard, Kurt, pris de panique, balance l'héroïne dans les toilettes. Kurt se retrouve sans argent et sans drogue pour pouvoir rembourser le prêt qu'il avait effectué pour la transaction. Kurt convainc Tonny de l'aider à acheter un pistolet et de lui tirer dans le bras pour convaincre les prêteurs de Kurt qu'il a été cambriolé. Plus tard, Tonny rend visite à sa mère, mais il apprend que celle-ci est décédée depuis 7 ou 8 mois. Alors qu'il rend visite à Charlotte et son fils, il apprend à changer les couches de son fils. Ø le regarde et lui révèle qu'il va se marier avec sa petite amie Gry et qu'il va avoir un enfant. Tonny, pour sa part, lui révèle que sa mère est décédée.
A la réception de mariage de Ø, Le Duc porte un toast que son fils pense pour lui mais, en fait, il ignore Tonny. Tonny s’enivre et se met en colère lorsqu'il voit Charlotte négliger leur enfant tout en sniffant de la cocaïne dans la cuisine du club. Il insiste pour qu'elle prenne l'enfant chez elle, mais elle refuse en le réprimandant et en humiliant Tonny. Devenu fou, Tonny agresse Charlotte avant d'être séparé par plusieurs hommes. Réalisant qu'il a encore fauté, Tonny quitte la fête et va voir Kurt, qui est en survêtement à l'extérieur. Kurt convainc Tonny de mettre sens dessus dessous son appartement dans le but de conforter sa théorie. En retour, Kurt promet à Tonny d'arranger ses affaires avec Le Duc. Après que Kurt a attaqué une prostituée dans sa chambre, il demande à Tonny de l'achever et Tonny, ne pouvant s'y résoudre, s'enfuit. Kurt révèle que son débiteur est Le Duc et il a menti à Tonny en ne lui disant pas qu'il partage aussi ses dettes (le Con aura moins à payer et s'il s'enfuit la dette se retournera contre Tonny).
Tonny rend visite à son père pour se réconcilier avec et pour rembourser ses dettes. Tonny se rend volontaire pour intimider l'ex-femme du Duc, Jeannette, qui tente d'obtenir une pension alimentaire pour son jeune demi-frère et pour la forcer à abandonner. Le Duc insiste pour que Tonny la tue et il accepte. Tonny rend visite à Jeannette sur son lieu de travail, le bordel de Kurt. Mais une fois sur place il ne peut se résoudre à la tuer. Tonny retourne voir son père et il lui annonce son échec. Le Duc  insulte Tonny, le renie, et lui crache au visage. Tonny, à bout de souffle, prend un tournevis qui était posé sur une table à côté de lui et poignarde à mort le Duc. Il s'enfuit et se rend chez Ø et trouve Gry et Charlotte en train de se droguer. Elles se moquent de Tonny. Charlotte demande à Tonny s'il a une cigarette, il ne lui répond pas et elle part en acheter. Gry repose la question à Tonny, il lui donne le paquet (sauf à Charlotte qui est partie en acheter). Gry insulte Tonny car la cigarette qu'elle a utilisé pour inhaler la cocaïne l'a fait saigné du nez. Elle part dans la salle de bain. Tonny prend de l'argent dans le sac de Charlotte et s'enfuit de la ville en bus avec son fils. Le film se termine sur un plan rapproché du tatouage à l'arrière de la tête de Tonny où il est écrit Respect.

## Fiche technique
- Titre original : Pusher II: With Blood on My Hands
- Titre français : Pusher 2 : Du sang sur les mains
- Réalisation : Nicolas Winding Refn
- Scénario : Nicolas Winding Refn
- Décors : Rasmus Thjellesen
- Costumes : Jane Whittaker
- Photographie : Morten Søborg
- Montage : Janus Billeskov Jansen et Anne Østerud
- Maisons de production : Billy's People et Nordisk Film
- Distributeurs : Nordisk Film, Magnolia Pictures
- Pays d’origine :  Danemark,  Royaume-Uni
- Langue originale : danois, serbo-croate
- Genre : Film criminel
- Durée : 100 minutes
- Dates de sortie :
  -  Danemark : 25 décembre 2004
  -  France : 28 décembre 2004
- Public : Interdit en salles aux moins de 16 ans

## Distribution
- Mads Mikkelsen (VF : Jean-Michel Fête) : Tonny, un voyou perturbé
- Leif Sylvester (VF : Benoît Allemane) : Smeden surnommé « Le Duc », un gangster redouté et père de Tonny
- Anne Sørensen : Charlotte, prostituée et mère du fils de Tonny
- Øyvind Hagen-Traberg : Ø
- Kurt Nielsen (VF : Laurent Mantel) : Kurt-le-con
- Karsten Schrøder : Røde
- Maria Erwolter : Gry
- Zlatko Burić (VF : Paul Borne) : Milo, un parrain de la drogue serbe
- Linse Kessler : Jeanette, ex-femme du Duc et prostituée

## Production

### Développement
Le premier Pusher a été un succès commercial et critique et Refn n'avait pas planifié de suite. Cependant, après la sortie de plusieurs films, la société de Refn est endettée à hauteur de 1 millions $. Bien qu'il soit effrayé à l'idée de ne pas renouveler ou de ternir son plus grand succès à cette époque, Refn décide de réaliser deux suites et de créer une trilogie Pusher. Refn décide de faire de Tonny, déjà présent dans le premier film, le personnage principal dans la suite. Mads Mikkelsen est devenu la plus grande star du Danemark, déjà en 2004, et il accepte le rôle principal du film. Comme dans le premier film, Refn a consulté de vrais voyous et a auditionné de nombreux acteurs non-professionnels pour avoir un portrait le plus authentique du monde criminel de Copenhague, aussi authentique et non glamour que possible. Le personnage de Kurt le Con est créé pour Kurt Nielsen, qui était un vrai gangster surnommé « Le Con » que Refn avait rencontré à une réunion des Narcotiques Anonymes alors qu'il effectuait des recherches pour le scénario de Pusher 3 : L'Ange de la mort. 
En écrivant son scénario, Refn s'inspire de sa propre relation avec son père et de sa situation de père lui-même et de l'insécurité émotionnelle qui en découle. Le personnage de Tonny veut désespérément être respecté et aimé de son père, mais il est constamment humilié. Refn décrit son scénario comme ayant une structure non-traditionnelle et épisodique. Tous les épisodes de l'histoire se terminent par l'humiliation de Tonny.
Le second Pusher est un succès critique et cumule 100% sur le site Rotten Tomatoes.
Pour résumer la trilogie Pusher, le réalisateur Nicolas Winding Refn a établi trois règles :
- 1 : plutôt que des films sur le crime, ce sont des films sur des gens dans un environnement criminel[1].
- 2 : chaque film est raconté du point de vue du personnage principal, à travers ses yeux et ses oreilles. En l'occurrence dans Pusher 2, c'est à travers le personnage de Tonny[1].
- 3 : chacun est conscient que celui qui vit par l'épée mourra par l'épée. Il utilise ces trois ingrédients dans les trois films[1].

### Bande-Son Originale
| No  | Titre                                      | Groupe               | Durée |
| --- | ------------------------------------------ | -------------------- | ----- |
| 1.  | Theme from Pusher II                       | The Bleeder Group    | 1:38  |
| 2.  | Saturday Night                             | Hyperlove            | 3:52  |
| 3.  | Fly Away                                   | DJ Nic               | 3:35  |
| 4.  | Skinsong                                   | A Rex                | 4:04  |
| 5.  | Underworld 2                               | Lovelight            | 4:28  |
| 6.  | Tonny’s Theme                              | The Bleeder Group    | 0:57  |
| 7.  | The Voice of the Rumspringa Thruth Goddess | Mormon’s Revenge     | 5:05  |
| 8.  | My Firsl Kill                              | Loopy                | 4:05  |
| 9.  | Sad Disco                                  | Keli Hlodversson     | 3:35  |
| 10. | Du Har Chancen                             | Monstah              | 4:09  |
| 11. | Did You Feel Low                           | A Rex                | 6:07  |
| 12. | Amber Green Re-Revisited Massive Return    | The Bleeder Group    | 5:14  |
| 13. | Tarok                                      | Lovelight            | 6:16  |
| 14. | The Acoustics of Crime                     | Peter Peter and Kyed | 1:56  |
| 15. | With Blood On My Hands                     | The Bleeder Group    | 7:49  |
| 16. | With Blood On My Hands (UK Version)        | The Bleeder Group    | 5:27  |